# Сурчин

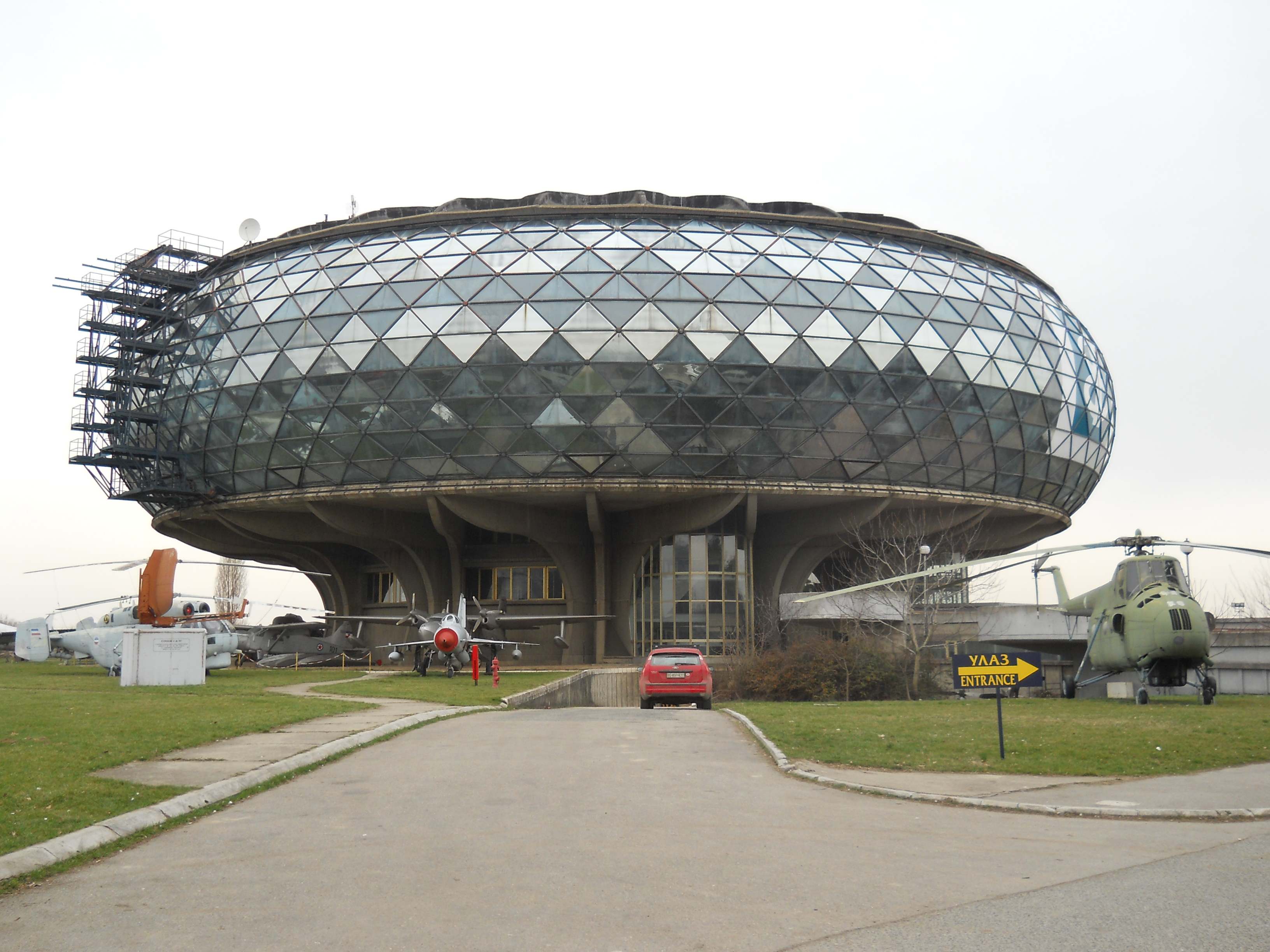
Музей ВПС Югославії

Сурчин (серб. Сурчин) — міське поселення в общині Сурчин міста Белграда. За переписом 2011 року налічувалося 18205 жителів.

## Етимологія
Найімовірніше походження назви полягає в праслов'янському терміні, що означає цвіркун. Цей термін лежить в основі назви середньовічного міста Сврчина в Косово.

## Географія

### Положення
Сурчин розташований на південній околиці Тисо-Дунайської низовини, вздовж річки Сава. Сурчин є частиною крайньої західної частини рівнинної території міста Белград.
Поруч із населеним пунктом або через селище проходить європейська дорога E70 (точніше її частина автомагістралі A3), автомагістраль A2 (у складі європейських доріг E761 і E763), Об’їзна дорога навколо Белграда, Белградський залізничний вузол. Річка Сава, як судноплавна, пропонує можливість розвитку річкового транспорту. Внутрішні канали між селищем і Савою також здатні розвивати судноплавство.

### Клімат
Сурчин відноситься до помірно-континентального кліматичного поясу, який характеризується короткою і дощовою весною і осінню з більшим сонячним проміжком і теплими періодами.

## Демографія
У селищі Сурчин проживає 11069 дорослих, середній вік населення становить 37,2 року (36,3 — чоловіків та 38,1 — жінок). У селі 4318 домогосподарств, середня кількість осіб в домогосподарстві становить 3,31 особи.